# Governatorato di Voronež
Il governatorato di Voronež, in russo Воронежская губерния? era una gubernija dell'Impero russo, che si trovava nella Russia europea. Istituita nel 1725, esistette fino al 1928, il capoluogo era Voronež.